# Список знаменосцев Сербии на Олимпийских играх
Это список знаменосцев, которые представляли Сербию на Олимпийских играх.
Знаменосцы несут национальный флаг своей страны на церемонии открытия Олимпийских игр.
| #  | Год и место         | Сезон | Имя Фамилия        | Вид спорта            |
| -- | ------------------- | ----- | ------------------ | --------------------- |
| 1  | 1912 Стокгольм      | Лето  | Драгутин Томашевич | Лёгкая атлетика       |
| 2  | 2008 Пекин          | Лето  | Ясна Шекарич       | Стрельба              |
| 3  | 2010 Ванкувер       | Зима  | Елена Лолович      | Горнолыжный спорт     |
| 4  | 2012 Лондон         | Лето  | Новак Джокович     | Теннис                |
| 5  | 2014 Сочи           | Зима  | Миланко Петрович   | Лыжные гонки, биатлон |
| 6  | 2016 Рио-де-Жанейро | Лето  | Ивана Максимович   | Стрельба              |
| 7  | 2018 Пхёнчхан       | Зима  | Невена Игнятович   | Горнолыжный спорт     |
| 8  | 2020 Токио          | Лето  | Филип Филипович    | Водное поло           |
| 8  | 2020 Токио          | Лето  | Соня Петрович      | Баскетбол             |
| 9  | 2022 Пекин          | Зима  | Марко Вукичевич    | Горнолыжный спорт     |
| 10 | 2024 Париж          | Лето  |                    |                       |